# Claude Magnier
Claude Magnier est un acteur, auteur dramatique, scénariste et réalisateur français, né le 20 janvier 1920 à Paris et décédé le 21 juin 1983 à Paris.

## Biographie

### Débuts
Claude-Georges-Ernest-Louis Magnier nait à Paris, dans une famille de relieur d'art de la rive gauche (la maison Magnier).
Il suit, après le lycée, les cours de l'École supérieure de commerce de Paris avant de se consacrer au théâtre.

### Carrière d'acteur de théâtre
Il suit les cours de comédie de Maurice Escande, de Jean Marchat. Il joue dans Jeanne d'Arc de Charles Péguy, au Théâtre Hébertot (1941). Il participe à une tournée en Amérique du Sud avec la troupe du Théâtre-Français et Fernand Ledoux. Aux Mathurins, il joue Dieu est innocent, de Lucien Fabre, avec Daniel Gélin, Jean-Marc Thibault et Simone Signoret. Il tient treize rôles dans Le Parapluie à images, au Théâtre La Bruyère. Il paraît encore auprès d'Alice Cocéa, aux Ambassadeurs, dans Léona, de Fernand Crommelynck, et La Femme du boulanger, de Jean Giono en 1944. En 1947, il participe à la reprise du Sexe faible, d'Édouard Bourdet au Théâtre de la Madeleine. Mais la pratique de ce métier lui permet de découvrir sa véritable vocation : auteur dramatique.

### Carrière d'auteur dramatique
Bloqué sur un cargo qu'une tempête retiendra plusieurs jours en mer, il écrit une comédie en forme de revue : Le Mystère du pot de peinture qu'il soumet à Alfred Pasquali. Il rencontre ensuite Claude Larue qui devient sa femme. Avec la naissance de leur fils Pierre en 1948, il renonce provisoirement au métier trop incertain de comédien et se lance dans les affaires.
Le directeur du Trianon de Bordeaux lui demande de chercher une pièce avec un rôle pour lui. N'en trouvant pas, il écrit La Dot de Laure (qui deviendra Blaise). La pièce ne sera pas du goût du directeur du Trianon.
En 1955, sa première comédie  jouée, Monsieur Masure, remporte le Grand Prix au Concours d'art dramatique du casino d'Enghien et lance sa carrière.
Créée en 1956 à la Comédie-Wagram par Claude Larue, Guy Tréjan et Gérard Séty, dans une mise en scène de Claude Barma, elle part ensuite en tournée avec Jean Poiret, Michel Serrault et Claude Larue. Elle est traduite et jouée dans le monde entier.
Oscar, pièce représentée pour la première fois au Théâtre de l'Athénée le 20 mars 1958 avec Pierre Mondy, Jean-Paul Belmondo et Maria Pacôme, deviendra très vite un succès, à la fois public et critique. À l'exception de Robert Kemp, chroniqueur au Monde qui ne peut s'empêcher de rappeler que « sur l'affiche de ce même théâtre, voilà quelque vingt ans, au lieu du prénom Oscar on lisait celui d'Électre, la presse est unanime. « Oscar est un vaudeville parfait », déclare Georges Lerminier dans le Parisien. « Dieu que l'on a pu rire », renchérit Paul Gordeaux dans France-Soir.
Pour Pierre Mondy, « Oscar est l'exemple type du boulevard réussi, qui repose entièrement sur le comique de situation. La presse salue unanimement le talent de Claude Magnier: "un auteur comique-né". Louis de Funès reprend la pièce au théâtre de la Porte Saint-Martin et, plus tard, au Palais-Royal avec son fils Olivier. Oscar deviendra un classique comme La Cage aux folles ou Le Père Noël est une ordure, marqués par la patte de leurs auteurs et interprètes. De Funès reprendra le rôle au cinéma avec le même succès.»
Blaise attendra 1959 pour connaître les feux de la rampe (Théâtre des Nouveautés).
En 1964, Claude Magnier s'inspire d'une pièce britannique à succès, The Gazebo d'Alec Coppel pour écrire la pièce Jo. Antoine Brisebard, son héros, est un auteur dramatique dont l'épouse, comédienne, est menacée par un maître chanteur. L'écrivain tue le malfrat mais ne sait pas comment se débarrasser du cadavre. Outre The Gazebo, Magnier s'est beaucoup inspiré de Mais qui a tué Harry ? d'Alfred Hitchcock, gisement inépuisable de variations autour d'un cadavre encombrant, déjà pesamment exploité par Dans l'eau qui fait des bulles. La pièce a été proposée à Louis de Funès, qui avait apporté à Claude Magnier le plus grand et lucratif succès de sa carrière d'auteur avec Oscar. Mais c'est l'année où il tourne Une souris chez les hommes, Le Gendarme de Saint-Tropez, Fantômas, Le Corniaud... Alors la pièce est créée au Théâtre des Nouveautés, en octobre 1964, avec Robert Lamoureux dans le rôle d'Antoine Brisebard. « Après quelques démêlés fameux avec le dramaturge Marcel Achard, le comédien a obtenu de Claude Magnier, par contrat, le droit d'improviser sur scène comme bon lui semble. Mais la critique et le public sont loin de lui faire un triomphe. »
Chaque pièce de Claude Magnier est conçue pour un ou une comédienne au tempérament exceptionnel : Guy Tréjan dans Monsieur Masure, Pierre Mondy dans Oscar, Maria Pacôme dans  Léon (1963), Robert Lamoureux dans Jo (1964) et Dany Saval dans Herminie (1970).

### Cinéma
Claude Magnier s'essaye à la réalisation, adaptant Monsieur Masure en 1961 sous le titre Réveille-toi chérie, avec François Périer, Daniel Gélin et Geneviève Cluny. La pièce sera également portée à l'écran aux États-Unis en 1968 par Hy Averback, avec Doris Day sous le titre : Que faisiez-vous quand les lumières se sont éteintes ?
Oscar, film réalisé par Édouard Molinaro en 1967, avec Louis de Funès (qui avait joué le rôle plus de 600 fois entre 1959 et 1972), attire à Paris  642 115 spectateurs. Un remake sera produit aux États-Unis en 1991 : L'embrouille est dans le sac de John Landis, avec Sylvester Stallone et Ornella Muti. « L'histoire, qui est déplacée dans les années 1930, raconte dans le même ordre les mêmes événements qu'Oscar. Un récit parallèle apparaît toutefois : le héros, Angelo Provolone, n'est plus un riche promoteur immobilier contre lequel le destin s'acharne pendant une rocambolesque journée, mais un gangster qui dans la première séquence du film a promis à son père mourant de devenir honnête. Les mauvais coups du sort et le ballet des valises (tantôt vides, tantôt pleines) ne sont plus le prétexte aux explosions gestuelles qui ont fait le succès de de Funès, mais provoquent chez Angelo un désir difficilement répressible de reprendre une arme en main. Le suspense est ainsi partiellement déplacé: le héros repenti résistera-t-il à la tentation ? Les policiers qui surveillent sa maison arriveront-ils à le prendre en flagrant délit de blanchiment d'argent sale ? La mécanique comique du boulevard français, parasitée par quelques scènes d'action, est détournée en version parodique d'un film de gangster. »
Six ans après la création de la pièce, Louis de Funès retrouve Jo. Son biographe Bertrand Discale déclarera : « Il faut d'ailleurs qu'il ait grand envie de l'interpréter pour déroger à un de ses principes majeurs, qui est de ne jamais commettre d'acte immoral ou répréhensible à l'écran. Pour la première fois, il va interpréter un criminel - poussé à l'assassinat, il est vrai, par l'amour conjugal. » Le film est réalisé  en 1971 par Jean Girault.
Claude Magnier meurt de complications cardiaques le 21 juin 1983, à l'âge de 63 ans.

### Famille
Marié à la comédienne Claude Larue (1925-1984), il a un fils, Pierre, né en 1948.
Il est également le grand-père de l'actrice Honorine Magnier.

## Théâtre

### En tant que comédien
- 1942 : Dieu est innocent de Lucien Fabre, mise en scène Marcel Herrand, théâtre des Mathurins

### En tant qu'auteur
- 1956 : Monsieur Masure, comédie en trois actes et cinq tableaux, mise en scène Claude Barma, avec Guy Tréjan, Gérard Séty et Claude Larue, Comédie-Wagram
- 1958 : Oscar, comédie en trois actes, mise en scène Jacques Mauclair avec Pierre Mondy et Jean-Paul Belmondo, Théâtre de l'Athénée
- 1959 : Blaise, comédie en trois actes, mise en scène Jacques Mauclair, avec François Guérin et Marie-José Nat, Théâtre des Nouveautés
- 1963 : Léon ou la Bonne Formule, comédie en quatre actes, mise en scène Jean Le Poulain, avec Maria Pacôme et Jacques Higelin, Théâtre de l'Ambigu
- 1964 : Jo d'après The Gazebo d'Alec Coppel, mise en scène Jean-Pierre Grenier, avec Robert Lamoureux, Théâtre des Nouveautés
- 1970 : Herminie : comédie en deux actes et six tableaux, mise en scène Michel Vocoret, avec Dany Saval et Philippe Lemaire, Théâtre des Nouveautés
- 1973 : Nid d'embrouilles d'après Álvaro de Laiglesia et Juan Vaszary, mise en scène François Guérin, avec Michèle Sand, Patricia Karim et Claude Magnier, Théâtre des Nouveautés
- 1989 (posth.) : Pâquerette, mise en scène Francis Perrin, avec Stéphane Hillel et Maria Pacôme, Théâtre de la Michodière
- 2011 : Lady Oscar, pièce de Guillaume Mélanie, d'après Claude Magnier, mise en scène de Éric Civanyan, avec Amanda Lear, Sébastien Castro, Guilhem Pellegrin, Théâtre de la Renaissance.

### Adaptations à l'étranger
- 1958 : Odd Man in, adaptation de Monsieur Masure, par Robin Maugham.
- 1960 : It's in the bag, adaptation de Robin Maugham. Liverpool : Royal Court Theatre, 1960.
- Bascom Barlow, 1966.
- 1964 : Monsieur Blaise, adaptation de Ninian Kipling.
- 1966 : Three Bags Full, adaptation de Jerome Chodorov, mise en scène de Gower Champion.
- 1979 : Alles auf einen Schlag, Komödie in 3 Akten, adaptation en allemand par Friedrich Berger de Blaise. Norderstedt : Vertriebsstelle und Verlag Deutscher Bühnenschriftsteller und Bühnenkomponisten, 1979, 80 p.
- 1995 : Oscar, farse i tre akter, adaptation en norvégien par Arne Christiansen de Oscar. Bergen : Den nationale scene, 1995, 166 p.

## Filmographie

### En tant qu'acteur
- 1955 :  Les Grandes Manœuvres de René Clair
- 1957 : En votre âme et conscience, épisode : L'affaire Pranzini de  Bernard Hecht
- 1958 :  En cas de malheur de Claude Autant-Lara : Gaston[10]

### En tant que réalisateur
- 1960 : Réveille-toi chérie, d'après Monsieur Masure

### En tant que scénariste
- 1967 : Oscar d'Édouard Molinaro
- 1971 : Jo de Jean Girault

### En tant qu'auteur adapté
- 1968 : Que faisiez-vous quand les lumières se sont éteintes ? (Where Were You When the Lights Went Out ?), film américain réalisé par Hy Averback, d'après Monsieur Masure.
- 1991 : L'embrouille est dans le sac, film américain de John Landis, d'après Oscar.

## Distinctions
- 1955 : Premier Prix du Concours d'art dramatique du casino d'Enghien, direction Pierre Ducis et Monique Rolland.